# Maestro dell'Altare di Schotten
Il Maestro dell'Altare di Schotten (fl. XIV secolo) è stato un pittore tedesco, attivo nel medio Reno tra la fine del XIV secolo e all'inizio del XV secolo.
L'anonimo artista tedesco deve il suo nome all'altare, databile intorno al 1390, della chiesa di Santa Maria di Schotten, smembrato nel 1828 e i cui pannelli sono tuttora conservati nella stessa chiesa. 
L'altare ha nelle portelle fisse otto Scene della vita della Vergine, mentre sulle portelle mobili, all'interno, altre otto Scene della vita della Vergine e all'esterno, otto Scene della Passione su fondo rosso.